# Kathedrale von Cuautitlán

Kathedrale von Cuautitlán

Langhaus und Chor

Die Kathedrale von Cuautitlán ist der Bischofssitz des römisch-katholischen Bistums Cuautitlán im mexikanischen Bundesstaat México; sie trägt das Patrozinium des im Jahr 1482 heiliggesprochenen Franziskanermönchs, Kardinalbischofs und seit 1588 als Kirchenlehrer anerkannten Bonaventura (1221–1274).

## Lage
Die Kathedrale liegt im historischen Stadtzentrum der ca. 2250 m hoch gelegenen und knapp 120.000 Einwohner zählenden Großstadt Cuautitlán ungefähr 65 km (Fahrtstrecke) nördlich von Mexiko-Stadt.

## Geschichte
Die ersten Franziskanermönche trafen knapp drei Jahre nach der Eroberung Tenochtitlans, der Hauptstatsdt des Aztekenreiches durch Hernán Cortés, am 14. Mai 1524 in Cuautitlán ein und gründeten einen Konvent zur Missionierung der Indios, der jedoch in der Folgezeit wiederholt umgebaut wurde. Der Bau der heutigen Kirche lag in der Zeit zwischen 1655 und 1732. Das dem Erzbistum Tlalnepantla unterstellte Bistum Cuautitlán wurde jedoch erst im Jahr 1979 durch Papst Johannes Paul II. gegründet.

## Architektur
Die eintürmige Fassade der Kirche zeigt noch Anklänge an den Barock, doch überwiegt insgesamt ein eher strenger, klassizistischer Eindruck, der sich im einschiffigen Innern mit seinen hochgelegenen Fenstern fortsetzt; die Vierung der Kirche zeigt Pendentifs und ist kuppelgewölbt. Die flachschließende Apsis wird von einem neuzeitlichen Altarretabel eingenommen.